# Alice Springs
 (mai 2025).
Si vous disposez d'ouvrages ou d'articles de référence ou si vous connaissez des sites web de qualité traitant du thème abordé ici, merci de compléter l'article en donnant les références utiles à sa vérifiabilité et en les liant à la section « Notes et références ».
 (avril 2022).
La mise en forme du texte ne suit pas les recommandations de Wikipédia : il faut le « wikifier ».
Les points d'amélioration suivants sont les cas les plus fréquents. Le détail des points à revoir est peut-être précisé sur la page de discussion.
- Les titres sont pré-formatés par le logiciel. Ils ne sont ni en capitales, ni en gras.
- Le texte ne doit pas être écrit en capitales (les noms de famille non plus), ni en gras, ni en italique, ni en « petit »…
- Le gras n'est utilisé que pour surligner le titre de l'article dans l'introduction, une seule fois.
- L'italique est rarement utilisé : mots en langue étrangère, titres d'œuvres, noms de bateaux, etc.
- Les citations ne sont pas en italique mais en corps de texte normal. Elles sont entourées par des guillemets français : « et ».
- Les listes à puces sont à éviter, des paragraphes rédigés étant largement préférés. Les tableaux sont à réserver à la présentation de données structurées (résultats, etc.).
- Les appels de note de bas de page (petits chiffres en exposant, introduits par l'outil «  Source ») sont à placer entre la fin de phrase et le point final[comme ça].
- Les liens internes (vers d'autres articles de Wikipédia) sont à choisir avec parcimonie. Créez des liens vers des articles approfondissant le sujet. Les termes génériques sans rapport avec le sujet sont à éviter, ainsi que les répétitions de liens vers un même terme.
- Les liens externes sont à placer uniquement dans une section « Liens externes », à la fin de l'article. Ces liens sont à choisir avec parcimonie suivant les règles définies. Si un lien sert de source à l'article, son insertion dans le texte est à faire par les notes de bas de page.
- La présentation des références doit suivre les conventions bibliographiques. Il est recommandé d'utiliser les modèles {{Ouvrage}}, {{Chapitre}}, {{Article}}, {{Lien web}} et/ou {{Bibliographie}}. Le mode d'édition visuel peut mettre en forme automatiquement les références.
- Insérer une infobox (cadre d'informations à droite) n'est pas obligatoire pour parachever la mise en page.

Pour une aide détaillée, merci de consulter Aide:Wikification.
Si vous pensez que ces points ont été résolus, vous pouvez retirer ce bandeau et améliorer la mise en forme d'un autre article.
Pour les articles homonymes, voir Alice Springs (homonymie).
Alice Springs (en arrernte : Mparntwe) est la troisième plus grande ville du Territoire du Nord de l'Australie dans la Région du désert central. Connue sous le nom de Stuart jusqu'au 31 août 1933, le nom d'Alice Springs a été donné par le géomètre William Whitfield Mills d'après Alice, Lady Todd (née Alice Gillam Bell), épouse du pionnier du télégraphe Sir Charles Todd. Aujourd'hui connue sous le « The Alice » ou simplement Alice, la ville est située à peu près au centre géographique de l'Australie. Elle est presque à équidistance d'Adélaïde et de Darwin.
La région est connue sous le nom de Mparntwe (prononcé M'parentoué) par ses premiers habitants, les Arrernte, qui vivent depuis des millénaires dans le désert d'Australie centrale autour d'Alice Springs .
Seule localité d'une certaine importance à un millier de kilomètres à la ronde, elle figure sur la plupart des cartes d'Australie en dépit de sa taille modeste, avec une population urbaine de 26 534 habitants en juin 2018, qui avait diminué en moyenne de 1,16 % par an les cinq années précédentes. La population de la ville représente environ 10 % de la population du Territoire du Nord.
La ville s'étend sur les deux rives de la rivière Todd, habituellement à sec, sur le versant nord des monts MacDonnell. La région environnante est connue comme l'Australie centrale, ou le « Centre rouge » : un environnement aride qui, selon les roches et les sols, forme différents déserts. Les températures à Alice Springs peuvent varier, avec un maximum moyen en été de 35,6 °C et un minimum moyen en hiver de 5,1 °C.

## Histoire

### Peuplement aborigène
Le plus ancien peuplement connu de région d'Alice Springs et des monts MacDonnell est celui du peuple Arrernte, et la région est peuplée par les Aborigènes d'Australie depuis au moins 30 000 ans. Le nom original de la région en arrernte est « Mparntwe ».
Le nom de ces autochtones a été orthographié sous diverses formes : Aranda, Arrarnta et Arunta. Il existe cinq dialectes de la langue arrernte : le sud-est, le centre, le nord, l'est et le nord-est.
Le pays des Arrernte est varié : montagnes, points d'eau et gorges créent divers habitats naturels. Selon leur littérature orale, le paysage aurait été façonné par les chenilles Yeperenye, Ntyarlke et Utnerrengatye,et Akngwelye ou chiens sauvages.
Plusieurs sites d'importance coutumière se trouvent dans et autour d'Alice Springs : Anthwerrke (Emily Gap), Akeyulerre (Billy Goat Hill), Ntaripe (Heavitree Gap), Atnelkentyarliweke (Anzac Hill) et Alhekulyele (Mont Gillen).

### Peuplement européen
En 1861-1862, John McDouall Stuart a organisé une expédition à travers l'Australie centrale, à l'ouest de ce qui deviendra plus tard Alice Springs, établissant ainsi une route du sud du continent vers le nord.
Une colonie européenne portant le nom de « Stuart » s'est formée dix ans plus tard avec la construction d'une station télégraphique qui reliait Adélaïde à Darwin et à la Grande-Bretagne. La ligne fut achevée en 1872, suivant l'itinéraire de Stuart et ouvrant l'intérieur du pays à une colonisation permanente. La station télégraphique d'Alice Springs fut installée près de ce que l'on pensait être un point d'eau permanent dans la Todd River, le plus souvent asséchée, nommé Alice Springs (les « sources d'Alice ») par W.W. Mills, d'après l'épouse du surintendant des télégraphes et directeur général des Postes d'Australie-Méridionale : l'astronome Charles Todd. La colonie voisine de Stuart a été rebaptisée Alice Springs le 31 août 1933. La Todd River (en) et son affluent la Charles River, qui confluent près de la station télégraphique, ont été nommés d'après Charles Todd.
Après la découverte d'or alluvial à Arltunga, à 100 kilomètres à l'est de l'actuelle Alice Springs, en 1887, un peuplement européen significatif est arrivé. Le premier bâtiment important de la ville a été la Stuart Town Gaol dans Parson's Street ; il a été construit en 1909, alors que la ville comptait une population européenne de moins de 20 personnes. La plupart des premiers prisonniers de la prison étaient des aborigènes ayant eu un premier contact avec la population et incarcérés pour avoir tué du bétail. Le premier avion, piloté par Francis Stewart Briggs, a atterri en 1921. Le premier hôpital d'Australie centrale, Adelaide House, a été construit en 1926, alors que la population européenne de la ville comptait environ 40 personnes. Ce n'est qu'en 1929, lorsque la ligne de train vers Alice fut construite, que la population européenne de la ville commença à augmenter. Les Aborigènes d'Australie centrale ont été plus nombreux que les Australiens blancs jusqu'au milieu des années 1930. De 1926 à 1931, Alice Springs a été le siège du gouvernement de l'ancien Territoire d'Australie centrale,. Jusqu'au 31 août 1933, la ville était officiellement connue sous le nom de Stuart.
À l'origine, les transports britanno-australiens dans l'arrière-pays étaient assurés par des trains de chameaux, exploités par des immigrants des tribus Pathan de la frontière nord-ouest de l'Inde britannique de l'époque (l'actuel Pakistan), connus localement sous le nom de « cameleers »  afghans basés à Hergott Springs, ou Marree (en) depuis 1917. De nombreux cameleers se sont installés à Alice Springs en 1929, lorsque le chemin de fer a enfin atteint la ville. Ils vivaient dans le quartier où se trouve aujourd'hui le conseil municipal et transportaient des marchandises depuis la tête de ligne jusqu'aux gares et aux colonies situées au nord. Une ruée vers l'or à Tennant Creek en 1932 a fait tourner les roues de l'économie d'Alice Springs jusqu'au début de la Seconde Guerre mondiale.
Alice Springs a été reliée à Darwin par voie ferrée le 4 février 2004, lorsque le premier train de passagers est arrivé à Darwin en provenance d'Adélaïde.

### Seconde Guerre mondiale
La Seconde Guerre mondiale a entraîné des changements importants à Alice Springs. Avant la guerre, Alice Springs était une colonie extrêmement isolée de moins de 500 personnes. Pendant la guerre, cependant, la ville était une base de transit extrêmement active, connue sous le nom de camp de transit australien n° 9, et une base de dépôt pour le long voyage de quatre jours vers Darwin. Le nœud ferroviaire d'Alice Springs a été pris en charge par les opérations militaires et le nombre de soldats postés à Alice Springs a augmenté rapidement, tout comme le nombre de personnes passant par là pour se rendre à Darwin ou en revenir. Lorsque Darwin fut menacée par les forces japonaises, les routes maritimes - principal moyen de transport et de réapprovisionnement de la capitale du Territoire du Nord - furent coupées. L'évacuation de Darwin a d'abord amené un grand nombre de civils, dont des fonctionnaires et de nombreux dossiers du gouvernement du territoire. Alice Springs devint la capitale civile du Territoire du Nord pendant la guerre. Lorsque Darwin a été bombardée par les forces aériennes japonaises, un grand nombre de militaires et leurs équipements lourds ont été rapidement déplacés vers le sud, à Alice Springs.
Le nombre de soldats postés à Alice Springs a culminé à environ 8 000 et le nombre de personnes de passage s'est élevé à près de 200 000[26]. Une fois la guerre terminée, les camps militaires et les personnes évacuées sont partis, et la population d'Alice Springs a rapidement diminué. Après avoir été visitée par près de 200 000 personnes, dont le général américain Douglas MacArthur, Alice Springs a acquis une notoriété considérable. Les années de guerre ont également laissé derrière elles de nombreuses structures. Le Totem Theatre, classé monument historique, créé pour le divertissement de ce camp, existe toujours aujourd'hui. L'armée australienne a installé le 109e hôpital général australien à Alice Springs. L'aérodrome de Seven Mile fut construit par la Royal Australian Air Force. Les opérations liées à la guerre ont nécessité le premier scellement de la route entre Alice Springs et Larrimah, l'expansion et l'amélioration de l'approvisionnement en eau d'Alice Springs, et l'amélioration de la tête de ligne ferroviaire. Les opérations liées à la guerre ont laissé derrière elles des milliers de pièces d'équipement et de véhicules militaires excédentaires, et une augmentation marquée de la population d'Alice Springs,.
Pendant la Seconde Guerre mondiale, Alice Springs était le lieu du dépôt de carburant pour avions intérieurs (IAFD) n° 24 de la RAAF, achevé le 20 mai 1942 et fermé en novembre 1944. Chacun étant généralement composé de quatre réservoirs, 31 dépôts de carburant ont été construits à travers l'Australie pour le stockage et la fourniture de carburant d'avion pour la RAAF et les forces aériennes de l'armée américaine, pour un coût total de 900 000 £ (1 800 000 $).

### Après la Seconde Guerre mondiale
Au cours des années 1960, Alice Springs est devenue un important site de défense avec le développement de la base de surveillance satellite de défense conjointe américano-australienne de Pine Gap, où travaillent environ 700 personnes des deux pays.
Le tourisme est de loin la principale industrie de ces dernières années. Presque au centre exact du continent, Alice Springs se trouve à 1 200 kilomètres de l'océan le plus proche et à 1 500 kilomètres des grandes villes les plus proches, Darwin et Adélaïde. Alice Springs se trouve à mi-chemin de la ligne ferroviaire Adelaide-Darwin.

### Ville moderne
La ville moderne d'Alice Springs présente des influences européennes et aborigènes. Le point central de la ville, le Todd Mall, accueille un certain nombre de galeries d'art aborigènes et d'événements communautaires. Le style de vie désertique d'Alice Springs a inspiré plusieurs événements uniques, tels que la Camel Cup, la Henley-on-Todd Regatta, le Beanie Festival et la Tatts Finke Desert Race.

### Environnement bâti
Alice Springs compte de nombreux bâtiments historiques, dont la station télégraphique Overland, l'ancien palais de justice et la résidence et l'école Hartley Street. Adelaide House, un bâtiment en pierre au milieu du Mall, le premier hôpital d'Australie centrale, a été conçu et construit par le révérend John Flynn, fondateur du premier service de médecins volants au monde, en 1926. Il a également été le site de la première expérience réussie de radio sans fil portable au monde, menée par Alf Traeger. Aujourd'hui, c'est un musée, l'une des nombreuses attractions touristiques importantes qui font partie de "The Flynn Trail", un sentier auto-guidé du patrimoine urbain.
Aujourd'hui, la ville est un important centre touristique et un centre de services pour la région environnante. C'est une ville bien équipée pour sa taille, avec plusieurs grands hôtels, un centre de congrès de classe mondiale et une bonne gamme d'attractions touristiques, de restaurants et d'autres services.

## Géographie

Panorama d'Alice Springs.

La région autour d'Alice Springs fait partie de la zone de broussailles xériques des Central Ranges, composée de prairies sèches  broussailleuses et comprend les MacDonnell Ranges qui s'étendent à l'est et à l'ouest de la ville et contiennent un certain nombre de sentiers de randonnée et de trous de baignade tels que Ormiston Gorge, Ormiston Gorge Creek, Red Bank Gorge et Glen Helen Gorge. La piste Larapinta, longue de 223 kilomètres, suit la chaîne des MacDonnell Ranges de l'ouest et est considérée comme l'une des plus belles expériences de randonnée au monde. Elle est immense !
Le désert de Simpson, au sud-est d'Alice Springs, est l'une des grandes régions sauvages d'Australie. Il contient des dunes de sable rouge géantes et des formations rocheuses comme le Chambers Pillar et Rainbow Valley.

### Climat
Selon la classification climatique de Köppen, Alice Springs a un climat de désert chaud subtropical (Köppen: BWh), caractérisé par des étés extrêmement chauds et secs et des hivers courts et doux. Située juste au sud du tropique du Capricorne, la ville d'Alice Springs est à cheval sur la Todd River, généralement sèche, sur le côté nord des MacDonnell Ranges. Alice Springs est située en Australie centrale, également appelée le Centre rouge, un environnement aride composé de plusieurs déserts différents. Les précipitations annuelles moyennes sont de 285,9 millimètres, ce qui en ferait un climat semi-aride, sauf que son évapotranspiration élevée, ou son aridité, en fait un climat désertique.
Les précipitations annuelles sont erratiques, variant d'une année à l'autre à Alice Springs. En 2001, il est tombé 741 millimètres et en 2002 seulement 198 millimètres. La plus forte précipitation journalière est de 204,8 millimètres, enregistrée le 31 mars 1988.
Les températures à Alice Springs sont très variables, et les précipitations peuvent varier de façon assez spectaculaire d'une année à l'autre. En été, la température maximale moyenne se situe dans les 30 degrés, tandis qu'en hiver, la température minimale moyenne peut atteindre 5,5 °C, avec une moyenne de 12,4 nuits sous le point de congélation chaque année, ce qui donne lieu à des gelées. L'altitude de la ville est d'environ 545 mètres, ce qui contribue à la fraîcheur des nuits en hiver. La température la plus élevée jamais enregistrée est de 47,5 °C, pour la première fois le 24 décembre 1891, tandis que la température la plus basse est de -7,5 °C, enregistrée le 17 juillet 1976. C'est également la température la plus basse enregistrée dans le Territoire du Nord.
| Mois                                            | jan.  | fév. | mars  | avril | mai   | juin | jui.  | août  | sep. | oct.  | nov. | déc.  | année   |
| ----------------------------------------------- | ----- | ---- | ----- | ----- | ----- | ---- | ----- | ----- | ---- | ----- | ---- | ----- | ------- |
| Température minimale moyenne (°C)               | 22,3  | 21,1 | 17,9  | 12,9  | 8     | 4,7  | 3,9   | 5,8   | 11,2 | 14,9  | 18,3 | 20,7  | 13,5    |
| Température maximale moyenne (°C)               | 37,1  | 35,8 | 33,5  | 29,3  | 23,6  | 20,1 | 20,7  | 23,5  | 28,8 | 31,9  | 34,4 | 35,7  | 29,5    |
| Record de froid (°C)                            | 10    | 8,5  | 6,1   | 1,4   | −2,7  | −6   | −7,5  | −4,1  | −1   | 1,3   | 3,5  | 9,3   | −7,5    |
| Record de chaleur (°C)                          | 45,6  | 44,7 | 42,7  | 39,9  | 35    | 31,6 | 31,8  | 35,2  | 38,8 | 42,6  | 44,9 | 45,7  | 45,7    |
| Ensoleillement (h)                              | 316,2 | 274  | 297,6 | 291   | 266,6 | 252  | 285,2 | 313,3 | 303  | 316,2 | 297  | 294,5 | 3 506,6 |
| Précipitations (mm)                             | 48,9  | 40,7 | 19,3  | 19,9  | 18    | 10,3 | 13    | 3,8   | 7,8  | 18,7  | 33   | 41,3  | 275     |
| dont nombre de jours avec précipitations ≥ 1 mm | 3,7   | 3,2  | 2     | 1,4   | 1,9   | 1,5  | 1,4   | 0,9   | 1,4  | 2,4   | 3,9  | 5     | 28,7    |
| Humidité relative (%)                           | 21    | 26   | 21    | 23    | 30    | 34   | 30    | 22    | 18   | 18    | 20   | 23    | 24      |

### Transports

#### Chemins de fer

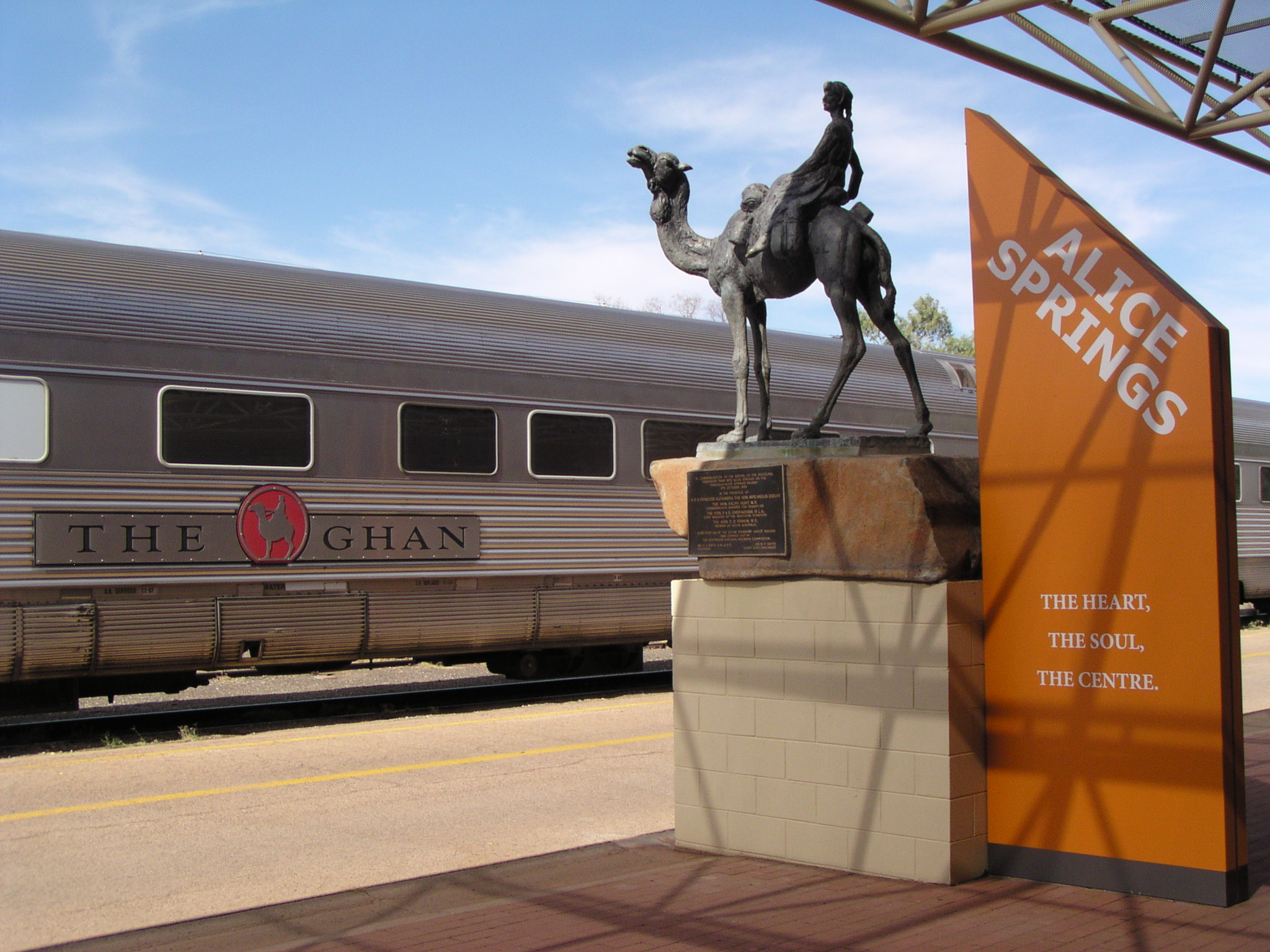
Le Ghan à la gare d'Alice Springs.

Située sur la Central Australian Railway, Alice Springs est accessible par train. La gare d'Alice Springs est desservie par The Ghan qui relie deux fois par semaine dans chaque sens Adélaïde et Darwin.

#### Transports aériens
L'aéroport d'Alice Springs (code AITA : ASP) est relié tous les jours à ceux d'Adélaïde, Uluru (Ayers Rock), Cairns, Darwin, Melbourne, Perth et Sydney.

#### Routes
Alice Springs est traversée par la Stuart Highway , la route qui relie Darwin au nord à Adélaïde au sud.

## Population et société

### Démographie
Selon le recensement de la population de 2021, l'agglomération d'Alice Springs comptait 24 855 habitants.
Les aborigènes et les insulaires du détroit de Torres représentaient 18,1% de la population.
64,2 % des personnes étaient nées en Australie. Les autres pays de naissance les plus courants sont la Nouvelle-Zélande (3,6 %), les États-Unis d'Amérique (2,8 %), l'Inde (2,8 %), l'Angleterre (2,6 %) et les Philippines (2,1 %).
68,3 % des personnes ne parlent que l'anglais à la maison. Les autres langues parlées à la maison étaient le malayalam (1,7 %), l'arrente (1,0 %), le tagalog (1,0 %), le chinois mandarin (0,8 %) et le philippin (0,8 %).
Les réponses les plus courantes pour la religion étaient aucune religion (32,5 %) et catholique (18,8 %).

#### Population aborigène
Alice Springs étant le centre régional de l'Australie centrale, elle attire les Aborigènes de toute la région et bien au-delà. De nombreux Aborigènes s'y rendent régulièrement pour utiliser les services de la ville. Les résidents aborigènes vivent généralement dans les banlieues, sur des baux à usage spécial (ou camps de la ville), ou plus loin à Amoonguna au sud et dans les petites communautés familiales isolées sur les terres aborigènes des régions environnantes.
Les propriétaires originels de la région d'Alice Springs sont les Arrernte centraux. Comme il s'agit de la plus grande ville d'Australie centrale, on y trouve également des locuteurs de Warlpiri, Warumungu, Kaytetye, Alyawarre, Luritja, Pintupi, Pitjantjatjara, Yankunytjatjara, Ngaanyatjarra, Pertame, Arrernte oriental et occidental, entre autres.

#### Population étrangère et itinérante

##### Population américaine
Les Américains vivent à Alice Springs sans interruption depuis la création du détachement 421 de l'armée de l'air américaine, en 1954. Actuellement[Quand ?] situé sur Schwarz Crescent, il fait partie d'un projet commun américano-australien appelé "Joint Geological and Geographical Research Station" (JGGRS), littéralement "Station commune de recherche géologique et géographique". L'unité est connue localement sous le nom de "Det 421" ou "The Det" et a parrainé jusqu'à 25 familles américaines pour qu'elles vivent en tant que résidents temporaires dans le district d'Alice Springs.
Pour marquer l'amitié de longue date avec la communauté, le 1er juillet 1995, le conseil municipal d'Alice Springs a accordé au Detachment 421 la liberté d'entrée à Alice Springs. Depuis le début des années 1970, la majorité de la population américaine d'Alice Springs est associée à la proximité de Pine Gap, une station de suivi satellitaire conjointe australo-américaine, située à 19 kilomètres au sud-ouest d'Alice Springs, qui emploie environ 700 Américains et Australiens.
Actuellement[Quand ?], 2 000 résidents du district d'Alice Springs possèdent la nationalité américaine. Nombre d'entre eux, rejoints par quelques Australiens, célèbrent les principaux jours fériés américains, notamment le 4 juillet et Thanksgiving. Les Américains d'Alice Springs sont également connus pour participer à diverses associations et équipes sportives, notamment à des compétitions de base-ball, de basket-ball et de football.

##### Autres cultures
Plusieurs petites communautés d'immigrants d'autres cultures étrangères ont trouvé refuge à Alice Springs, notamment les groupes ethniques vietnamien, chinois, thaïlandais, soudanais et indien. L'impact le plus évident de leur présence dans une ville aussi petite et isolée a été l'ouverture de divers restaurants servant leurs cuisines traditionnelles.

##### Population itinérante
Alice Springs compte une importante population itinérante. Cette population est généralement composée de touristes étrangers et australiens, d'Australiens aborigènes en visite dans les communautés voisines d'Australie centrale et de travailleurs australiens ou internationaux sous contrat à court terme (appelés familièrement "blow-ins"). Les principales sources de travail qui recrutent des travailleurs en ville sont les gares, les mines, les soins de santé et les forces de l'ordre. Les touristes étrangers passent généralement par là en se rendant au parc national d'Uluru-Kata Tjuta, tandis que les touristes australiens viennent généralement dans le cadre d'un événement tel que les Masters Games et la Finke Desert Race. Ces événements peuvent faire fluctuer la population de la ville de plusieurs milliers de personnes en l'espace de quelques jours.

#### Gouvernement
Le conseil municipal d'Alice Springs (CMAS) gouverne la région d'Alice Springs, qui comprend le centre-ville, ses banlieues et certaines zones rurales. Le conseil municipal d'Alice Springs gouverne Alice Springs depuis 1971. Il est composé de neuf membres : le maire et huit conseillers municipaux. La ville n'est pas divisée en quartiers. Le maire actuel[Quand ?] d'Alice Springs est Damien Ryan. Les réunions du conseil ont lieu le dernier lundi de chaque mois. La région d'Alice Springs est régie par la nouvelle région de MacDonnell (en), pour laquelle Alice Springs est le siège du conseil.
Alice Springs et la région environnante ont quatre membres élus à l'Assemblée législative du Territoire du Nord. Araluen et Braitling sont entièrement situés à l'intérieur d'Alice Springs, tandis que les sièges essentiellement ruraux de Gwoja (appelé Stuart avant 2020) et Namatjira débordent sur la ville. Historiquement, Alice Springs a penché du côté conservateur. Elle a été un bastion du Country Liberal Party pendant de nombreuses années ; seul le nord-est (dont une partie se trouve à Stuart) penche du côté des travaillistes. Cependant, ces tendances ont été radicalement modifiées lors des élections de 2016. L'ancien ministre en chef et résident d'Alice Springs, Adam Giles, a perdu Braitling au profit des travaillistes, Araluen a été conservé par le CLP devenu indépendant Robyn Lambley, et Namatjira et Stuart sont tombés aux mains des travaillistes. En conséquence, le CLP a été complètement exclu d'Alice Springs pour la toute première fois. Le CLP a récupéré Braitling et Namatjira en 2020, tandis que Lambley a conservé Araluen pour son nouveau parti, la Territory Alliance (l'Alliance Territoriale).
À la Chambre des Représentants Australien, Alice Springs fait partie de la division de Lingiari, qui comprend tout le territoire en dehors de la région de Darwin/Palmerston. Lingiari est actuellement détenue par le membre travailliste et résident d'Alice Springs, Warren Snowdon.

## Économie
Alice Springs a commencé comme une ville de services pour l'industrie pastorale qui s'est installée dans la région. L'introduction de la ligne de chemin de fer a fait croître son économie. Aujourd'hui, la ville à une région de 546 046 kilomètres carrés et une population régionale de 38 749 habitants. La région comprend un certain nombre de communautés minières et pastorales, le Joint Defence Space Research Facility, littéralement Installation Conjointe de Recherche Spatiale pour la Défense, à Pine Gap et les attractions touristiques du parc national d'Uluru-Kata Tjuta, du parc national de Watarrka et des MacDonnell Ranges.
Le plus grand employeur d'Alice Springs est le gouvernement du Territoire du Nord, avec 8 % des personnes employées dans l'administration gouvernementale, 7 % dans l'enseignement scolaire et 4 % à l'hôpital d'Alice Springs. L'économie d'Alice Springs dépend quelque peu du tourisme national et international, avec 4 % de sa main-d'œuvre employée à l'hébergement
Outre Territory Discoveries, toutes les grandes compagnies touristiques[incompréhensible] ont une base à Alice Springs, y compris AAT Kings & APT, ainsi que de nombreux opérateurs locaux, dont Emu Run Tours, Anganu Waai ! tours, Alice Wanderer et Wayoutback Desert Safaris, le seul opérateur local accrédité Ecotourism Avancé.
Alice Springs abrite de nombreux hôtels, du 4+1⁄2 étoiles Lasseters Hotel Casino, aux auberges pour routards. Il y a également des terrains pour caravanes.
Un centre d'expédition du Royal Flying Doctor Service of Australia y est installé.

## Éducation
L'éducation est supervisée à l'échelle du territoire par le Department of Education and Training (DET). Il s'efforce d'améliorer continuellement les résultats scolaires de tous les élèves, en mettant l'accent sur les élèves indigènes.

### Préscolaire, primaire et secondaire
Alice Springs est desservie par dix-neuf écoles publiques et privées qui accueillent des étudiants locaux et étrangers. Plus de 3 843 élèves sont inscrits dans les écoles d'Alice Springs, dont 2 187 dans l'enseignement primaire et 1 656 dans l'enseignement secondaire. Plus de 1 932 élèves sont inscrits dans les écoles publiques et 1 055 dans les écoles indépendantes.
L'école de l'air d'Alice Springs dispense un enseignement aux élèves des zones reculées.

### Tertiaire et professionnel
Le campus d'Alice Springs de l'université Charles Darwin propose des cours de Technical and further education (en) (TAFE) et d'enseignement supérieur. The Centre for Appropriate Technology a été créé en 1980 et fournit une gamme de services pour encourager et aider les Aborigènes à améliorer leur qualité de vie dans les communautés éloignées.

## Loisirs et culture

### Événements et festivals
Le point central de la ville, le Todd Mall, accueille un certain nombre de galeries d'art aborigènes et d'événements communautaires. Le style de vie désertique d'Alice Springs a inspiré plusieurs événements uniques, tels que l'Alice Desert Festival, le Red Centre NATS, le Blacken Open Air music festival, Parrtjima, la Camel Cup, la Henley-on-Todd Regatta, le Beanie Festival et la Finke Desert Race. La Finke Desert Race est un défi « aller-retour » d'Alice Springs à la communauté d'Aputula (Finke), couvrant un trajet aller-retour de 460 kilomètres.

### Arts et divertissements

#### Galeries et musées
Alice Springs est connue comme la capitale de l'art aborigène d'Australie centrale, où se trouvent de nombreuses galeries d'art locales et aborigènes. L'art indigène australien est le plus dominant, et les galeries présentent la riche culture et les traditions indigènes qui abondent en Australie centrale. Le commerce de l'art aborigène est monté en flèche après le début du mouvement de peinture à Papunya, une colonie aborigène d'Australie centrale, et a gagné d'autres communautés indigènes. L'Australie centrale est le berceau de certains des noms les plus importants de l'art aborigène, notamment Emily Kngwarreye, Minnie Pwerle, Clifford Possum Tjapaltjarri, Albert Namatjira et Wenten Rubuntja.
Le Museum of Central Australia / Stehlow Research Centre présente certains des plus importants documents d'histoire naturelle et d'archives liés à l'histoire et à la culture de la région. Les archives de Strehlow contiennent également des documents liés au peuple Arrernte d'Australie centrale. L'Araluen Cultural Precinct (en) (anciennement : Araluen Centre for Arts and Entertainment) présente des ballets et des orchestres de renommée mondiale, ainsi que des spectacles locaux.
Le Women's Museum of Australia (en) (anciennement : National Pioneer Women's Hall of Fame) est situé dans l'enceinte de l'ancienne prison d'Alice Springs, dans le Heritage Precinct. Les histoires de femmes de toute l'Australie y sont présentées avec la vie des femmes de l'outback ainsi que les histoires de l'Old Gaol et de la Labour Prison. Les objets comprennent un grand édredon « Signature » avec les signatures de plus de 300 femmes premières dans leur domaine et une tapisserie Aviatrix de 4,2 m de long célébrant la vie de haut vol des aviatrices australiennes.
La ville possède d'excellents petits musées. La vaste collection du Old Timer's Traeger Museum sur la North Stuart Highway comprend des objets provenant des premiers résidents afghans et allemands de la ville, des objets traditionnels aborigènes et des objets qui montrent la fusion précoce des cultures européenne et aborigène, comme un couteau à lame de verre à manche en spinifex. La collection comprend également des sculptures en pierre à savon réalisées par l'artiste Arrernte Erlikilyika (en).
Parmi d'autres musées figure le Central Australian Aviation Museum (en).

#### Bibliothèque, archives et autres collections
Alice Springs abrite une bibliothèque publique (l'Alice Springs Public Library (en)), également connue sous le nom de Nevil Shute Memorial Library. La bibliothèque, en plus de ses collections générales empruntables (y compris les ressources électroniques), abrite également deux collections spéciales, non empruntables. Il s'agit de la Alice Springs Collection et de l'Akaltye Atheme Collection, qui recueillent toutes deux spécifiquement du contenu sur l'Australie centrale, y compris des ressources en langues aborigènes (d'environ 16 langues locales) et des informations  sur le patrimoine culturel,,.
La Alice Springs Collection détient également une importante collection numérique, y compris des copies PDF du Centralian Advocate de 1947 à 2015, et plus de 6 000 images, provenant principalement de la Central Australian Historical Images Collection,.
Library & Archives NT a également des bureaux à Alice Springs, situés à Minerals House sur Hartley Street, qui détient des collections d'archives relatives à l'Australie centrale, y compris Tennant Creek. Les collections détenues ici comprennent des collections communautaires et des archives gouvernementales.
Les autres institutions de collecte, à l'exclusion des écoles, comprennent :  
- Bibliothèque de l'Institut de recherche sur les zones arides (Arid Zone Research Institute) (AZRI)[49]
- Batchelor Institute of Indigenous Tertiary Education Library, Desert Peoples Centre Campus Library (Bibliothèque du Batchelor Institute of     Indigenous Tertiary Education)[50]
- Bibliothèque du Central Land Council (Central Land Council Library)[51]
- Bibliothèque de l'Université Charles Darwin (Charles Darwin University Library), Alice Springs[52].
- Bibliothèque du Département de la Santé du NT (NT Department of Health Library), Alice Springs[53]
- Bibliothèque du Centre de recherche de Strehlow (Strehlow Research Centre Library)[54].